# (19719) Glasser
(19719) Glasser ist ein Asteroid des Hauptgürtels, der am 9. November 1999 vom US-amerikanischen Amateurastronomen der Charles W. Juels am Fountain-Hills-Observatorium (IAU-Code 678) in Arizona entdeckt wurde.
Der Asteroid wurde am 26. Mai 2002 nach dem US-amerikanischen Psychiater William Glasser (1925–2013) benannt.